# Albinaria sphakiota
Albinaria sphakiota is een slakkensoort uit de familie van de Clausiliidae. De wetenschappelijke naam van de soort is voor het eerst geldig gepubliceerd in 1887 door Maltzan.